# Амурский кобчик
Амурский, или восточный, кобчик (лат. Falco amurensis) — вид хищных птиц рода соколов.

## Описание
Размерами и поведением похож на кобчика, но отличается окраской. Низ белый с резкими пятнами. У самцов крыло снизу частично белое, у самок и молодых птиц темно-серая голова с белым горлом и щеками. Оперение ног и подхвостье белые. Питается насекомыми.

## Ареал
Перелетный вид.
Гнездится на Дальнем Востоке: на северо-востоке Китая, востоке Монголии, в Северной Корее. В России — в Забайкалье, Приамурье и Приморье. Гнездится на деревьях, реже в дуплах.
Зимует на юге Африки, пролетая около 10 000 км.